# Aleksándr Beliavski
Aleksándr Borísovich Beliavski (en ruso: Алекса́ндр Бори́сович Беля́вский, 6 de mayo de 1932 - 8 de septiembre de 2012) fue un actor soviético-ruso que participó en más de cien películas. También fue el primer presentador del popular programa de televisión The 13 Chairs Tavern. En 1988 fue designado Artista Meritorio de Rusia; en 2003, fue nombrado Artista del Pueblo de Rusia.

## Biografía
Beliavski nació en Moscú, hijo de Boris Moiséyevich Beliavski y su esposa Liubov Aleksandrovna. Tenía dos hermanos menores. Después de terminar la escuela en 1949, se matriculó en la facultad de investigación geológica del Instituto de Oro y metales no ferrosos de Moscú, donde estudió hasta 1955, haciendo frecuentes viajes a las repúblicas soviéticas de Asia Central para la práctica profesional. Después de la graduación,  pasó varios años en Irkutsk, trabajando para el departamento de geología de Siberia oriental. Debutó como actor en el teatro dramático Irkutsk, interpretando a Molchalin en la obra de Aleksandr Griboyédov, ¡Ay de Wit. De vuelta en Moscú, continuó trabajando como ingeniero geólogo, ocasionalmente participando en producciones teatrales de aficionados organizadas por The Teachers 'House. Entonces decidió dejar su trabajo, se inscribió en el Instituto de Teatro Boris Shchukin y se unió a la clase de Vladimir Etush en el Teatro Vajtángov. En el verano boreal de 1957, debutó en pantalla con Tales About Lenin (como el joven trabajador Kolya). Tres años más tarde, participó en la película Save the Souls de Kiev Studio (1960).
En 1961, se graduó con honores en el Instituto de Teatro Shchukin y fue invitado a unirse al Teatro de la Sátira de Moscú. En 1964, el director polaco Leonard Buczkowski lo eligió en la película Przerwany lot (Vuelo cancelado). Mientras trabajaba en Varsovia, aprendió  polaco y más tarde apareció en otras cinco películas polacas, incluida la popular serie de televisión de suspenso y guerra The Four Tankmen and a Dog (como el capitán soviético Pavlov). En 1964 dejó el Teatro Satire pero nunca cortó los lazos con su compañía, convirtiéndose en codirector (con Gueorgui Zelinski) y en el primer presentador de la popular serie de televisión 13 Chairs Tavern. Fue a él a quien se le ocurrió la idea de organizar una serie de televisión satírica que ridiculizara a una 'firma' buena para nada (aparentemente con sede en Polonia), cuyos miembros se reúnen en la taberna para discutir sus problemas (altamente ridículos) y cantar canciones pop en un estilo de karaoke.
En 1964, se unió al Teatro Stanislavski y al Teatro Nemirovich-Danchenko, luego se mudó en 1966 al Teatro-Estudio de Actores de Cine. En general, apareció en más de cien películas (trabajando en Polonia, Alemania Oriental, Corea del Norte, Finlandia, Francia, Chekhoslovaquia y Estados Unidos), uno de sus papeles más conocidos es el de villano Fox en la película del director Stanislav Govorujin, El lugar de reunión no se puede cambiar (1979). En la década de 1990, presentó varios programas de televisión; Interpretó a Leonid Brézhnev en Lobos grises de Igor Gostev (1993). En 1999 regresó al teatro y en 2003 recibió el título de Artista del Pueblo de Rusia. 
En diciembre de 2003, sufrió un derrame cerebral que lo dejó incapacitado. El 8 de septiembre de 2012, fue encontrado en el suelo junto a la casa donde vivía, aparentemente tras haberse caído de la escalera entre el quinto y sexto piso de la casa en la que vivía. Los primeros informes policiales implicaban que se había tratado de un suicidio; si bien se sugirió que la caída podría haber sido accidental. Fue enterrado en el cementerio Kuzminskoye en Moscú.

## Vida privada
Beliavski se casó dos veces. En su primer matrimonio, con Valentina Viktorovna, tuvo un hijo, Borís (nacido el 22 de marzo de 1973, ahogado a los dos años) y su hija Nadezhda (nacida en 1976). Con su segunda esposa, Liudmila Tijonovna, tuvo una hija, Aleksandra, nacida el 28 de agosto de 2003, solo tres meses antes de sufrir un derrame cerebral.

## Filmografía seleccionada
- Stories about Lenin (Рассказы о Ленине, 1958) - Nikolái
- Spasite nashi dushi (1960) - Yuriy Tsymbalyuk
- Quite seriously (Совершенно серьёзно, 1961) - periodista (segmento "Inostrantsy")
- Noch bez miloserdiya (1962) - Henry Davis
- It happened in the police (Это случилось в милиции, 1963) - teniente Ganin
- Yolanta (1963) - Duke Robert
- Przerwany lot (1964) - Wowa
- Going Inside a Storm (Иду на грозу, 1966) - Serguéi Krylov
- Czterej pancerni i pies (Четыре танкиста и собака, 1966, serie) - Capitán Ivan Pavlov
- Ikh znali tolko v litso (1967)
- Net i da (1967) - Stronskiy
- July Rain (1967) - Volodya
- The Mysterious Monk (Таинственный монах, 1968) - Stronski
- 24-25 ne vozvrashchaetsya (1969) - Imant Herbert
- Glavnyy svidetel (1969) - Matvey Novozhilov
- Dzień oczyszczenia (1970) - Sasza
- Tsena bystrykh sekund (1971) - Oleg Vorobiov
- Talanty i poklonniki (1973) - Grigori Antonych Bakin
- Failure of Engineer Garin (Крах инженера Гарина, 1973, miniserie) - Vasili Shelga
- Svet v kontse tonnelya (1974) - Rzhaviy
- Dorogoy malchik (1974) - Kondrashin
- Pod kryshami Monmartra (1975)
- Kogda drozhit zemlya (1975) - Prokófiev
- La ironía del destino, o goce de su baño (Ирония судьбы, или С лёгким паром!, 1975, película para televisión) - Sasha
- Ocalic miasto (1976) - Cpt. Simionov
- 100 gramm dlya khrabrosti (1977) - Jefe del laboratorio
- Rallijs (1978) -
- Pravo pervoy podpisi (1978) -
- Father Sergius (Отец Сергий, 1979)
- Test pilota Pirxa (1979) - (no acreditado)
- The Meeting Place Cannot Be Changed (Место встречи изменить нельзя, 1979, miniserie) - Yevgeniy Fox
- V nachale slavnykh del (1980)
- The Youth of Peter the Great (Юность Петра, 1980) - Lev Kirillovich Naryshkin
- At the Beginning of Glorious Days (В начале славных дел, 1980) - Lev Kirillovich Naryshkin
- Na Granatovykh ostrovakh (1981)
- Say a Word for the Poor Hussar (О бедном гусаре замолвите слово, 1981) - gobernador
- Anxious Sunday (Тревожное воскресенье, 1983) - Istomin
- Trevozhnyy vylet (1984)
- Zudov, vy uvoleny (1984)
- Na druhom brehu sloboda (1985)
- One Second for a Feat (1985) - Chistyakov
- Povod (1986) - otets Kosti
- Golova Gorgony (1987)
- Tsyganka Aza (1987) - (voz)
- Proisshestviye v Utinoozyorske (1988)
- Interdevochka (1989) - (voz)
- Právo na minulost (1989)
- Entrance to the Labyrinth (Вход в лабиринт, 1989, miniserie) - Alcalde de Naousen
- Private Detective, or Operation Cooperation (Частный детектив, или Операция "Кооперация", 1990) - Mayor Cronin
- Nevozvrashchenets (1991)
- Ocharovatelnye prisheltsy (1991)
- Promised Heaven (Небеса обетованные, 1991) - Mirov
- Traktoristy (1992)
- Three Days in August (1992)
- Ispolnitel prigovora (1992)
- Serye volki (1993) - Leonid Ilyich Brezhnev
- Lepiej byc piekna i bogata (1993) - Edmund Edmontowicz
- Vopreki vsemu (1993)
- Auktsion (1993) - Sergey
- Marquis de Sade (1996)
- Demobbed (ДМБ, 2000)
- Tikhie omuty (2000) - Borís Ivánovich
- Przedwiosnie (2001) - Jastrun
- Antikiller (Антикиллер, 2002) - King
- Chernaya metka (2003) - Chlen Politbyuro #1
- Moscow Heat (Московская жара, 2004) - abuelo de Vlad
- La ironía del destino. Continuación (Ирония Судьбы. Продолжение, 2007) - Diadia Sasha
- Kiss not for the press (Поцелуй не для прессы, 2008) - gobernador (última película)